# Wołżskij (obwód samarski)
Wołżskij (ros. Волжский) – osiedle typu miejskiego w Rosji, w obwodzie samarskim, w rejonie krasnojarskim. W 2010 liczyło 6968 mieszkańców.